# 羽村太雅
羽村 太雅（はむら たいが）は日本の科学コミュニケーター。手作り科学館 Exedra 館長。柏の葉サイエンスエデュケーションラボ（KSEL）会長。一般社団法人サイエンスエデュケーションラボ 理事長。柏市社会教育委員。柏市図書館協議会委員。江戸川大学 非常勤講師。昭和薬科大学 非常勤講師。

## 著書
『くもんのSTEMナビ サイエンス』シリーズ
- エナジが紹介 エネルギーの仲間たち（くもん出版、2020.12.03.）ISBN 9784774331416
- ヒカリンと見る 光の世界（くもん出版、2020.12.03.）ISBN 9784774331423
- マットと調べる 物質の性質（くもん出版、2020.12.03.）ISBN 9784774331430
- グレープと探す 重力の働き（くもん出版、2020.12.03.）ISBN 9784774331447
- スピンがさそう 磁力の魅力（くもん出版、2020.12.03.）ISBN 9784774331454

## 受賞歴
2015年　東京大学大学院新領域創成科学研究科長賞
2016年　日本サイエンスコミュニケーション協会 年会ベストプレゼン賞
2017年　日本サイエンスコミュニケーション協会 年会ベストプレゼン賞
2018年　千葉県知事賞（ちば起業家 優秀賞）